# آناپورنا پیکچرز
آناپورنا پیکچرز (انگلیسی: Annapurna Pictures) شرکت فیلم سازی آمریکایی که توسط مگان الیسون سال 2011 تاسیس شد.